# Известия Императорской Николаевской военной академии
Известия Императорской Николаевской военной академии — научно-библиографический журнал Императорской Николаевской военной академии.

## История
Выходил с 1910 года.
Первые 2 года выходил ежемесячно, книгами около 10 печатных листов; с 1912 года 2 раза в месяц. Содержит оригинальные научные статьи профессоров академии, рефераты слушателей академии, тактические задачи и обширный военно-библиографический отдел.
Отдельными книгами при журнале выходит «Летопись военной печати», систематический предметный указатель военных книг и статей на русском и иностранных языках. Издавался на средства академии; редактор — профессор, генерал-майор A. K. Баиов, помощник редактора — С. Д. Масловский.
Цена 6 рублей в год.

## Статьи
- Милютин Д. А. Старческие размышления о современном положении военного дела в России Архивная копия от 6 апреля 2016 на Wayback Machine